# هاميلتون فيش الثالث
هاميلتون فيش الثالث (بالإنجليزية: Hamilton Fish III)‏ (و. 1888 – 1991 م) هو سياسي، ولاعب كرة قدم أمريكية من الولايات المتحدة الأمريكية .
وهو عضو في الحزب الجمهوري .

## التعليم
تعلم في جامعة هارفارد.

## جوائز
حصل على جوائز منها وسام جوقة الشرف، وستار سيلفر.